# ヤーヌス

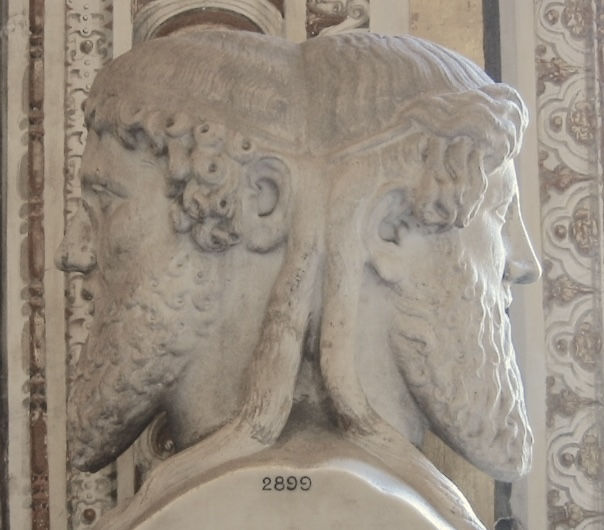
二つの顔を持つヤーヌス神

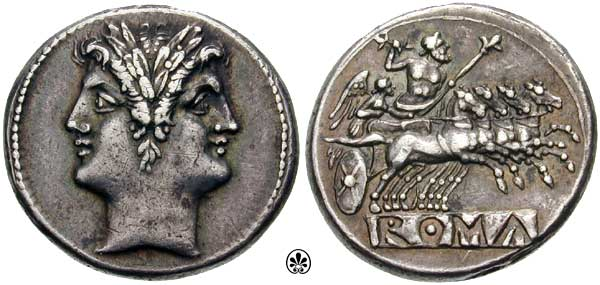
ヤーヌス神

ヤーヌス（ヤヌス Janus）は、ローマ神話の出入り口と扉の守護神。前と後ろに反対向きの2つの顔を持つのが特徴の双面神である。1月を司る神である。
入り口の神でもあるため、物事の始まりの神でもあった。1月の守護神であるのは、1月が年の始まりであったためである。
他の著名な神と異なりギリシア神話にはヤーヌスに相当する神はいない。英語で1月をいうJanuaryの語源（ヤーヌスの月）でもある。
土星の第10衛星ヤヌスの由来である。